# Арменово
Арменово или Арменохор или членувано Арменòро (на гръцки: Αρμενοχώρι, Арменохори, катаревуса: Αρμενοχώριον, Арменохорион) е село в Егейска Македония, Република Гърция, в дем Лерин (Флорина), област Западна Македония.

## География
Селото е разположено в Леринското поле на река Сакулева (на гръцки Сакулевас), на 4 километра североизточно от демовия център Лерин (Флорина). Арменово е железопътна гара на линията Солун – Битоля.
Църквата в селото е „Свети Наум“.

## История
Край Арменово са открито праисторическо селище, което в 1962 и 1966 година е обявено за паметник на културата.

### В Османската империя
В XIX век Арменово е голямо, предимно българско село в Османската империя. В 1848 година руският славист Виктор Григорович описва в „Очерк путешествия по Европейской Турции“ Арминоръ като българско село. В 1861 година Йохан фон Хан на етническата си карта на долината на Вардар отбелязва Арменор като българско село. Александър Синве („Les Grecs de l’Empire Ottoman. Etude Statistique et Ethnographique“), който се основава на гръцки данни, в 1878 година пише, че в Арменохори (Arméno-khori), Мъгленска епархия, живеят 480 гърци. В 1889 Стефан Веркович пише, че в Арменоро живеят 91 български семейства (446 души). В „Етнография на вилаетите Адрианопол, Монастир и Салоника“, издадена в Константинопол в 1878 година и отразяваща статистиката на населението от 1873 година, Арменово (Arménovo) е посочено като село със 100 домакинства с 300 жители българи.
Според статистиката на Васил Кънчов („Македония. Етнография и статистика“) в 1900 година Ерменово (Арменоро) има 780 жители българи и 125 жители турци.
На Етнографската карта на Битолския вилает на Картографския институт в София от 1901 година Арменор е смесено село българи, власи, албанци и турци в Леринската каза на Битолския санджак със 126 къщи.
Селото в началото на XX век е разделено между Българската екзархия и Цариградската патриаршия. По данни на секретаря на екзархията Димитър Мишев („La Macédoine et sa Population Chrétienne“) в 1905 година в Арменохор има 352 българи екзархисти и 424 патриаршисти и функционират българско и гръцко училище, основано в 1880 година.
| Учители в гръцкото училище (1880 – 1912) | Учители в гръцкото училище (1880 – 1912) | Учители в гръцкото училище (1880 – 1912) | Учители в гръцкото училище (1880 – 1912) | Учители в гръцкото училище (1880 – 1912) | Учители в гръцкото училище (1880 – 1912) |
| Номер                                    | Име                                      | Име                                      | Години                                   | Околия                                   | Селище                                   |
| ---------------------------------------- | ---------------------------------------- | ---------------------------------------- | ---------------------------------------- | ---------------------------------------- | ---------------------------------------- |
| 1.                                       | Панофтис Стоянис                         | Πανόφτσης Στογιάννης                     | 1880 – 1885                              | Леринско                                 | Върбени                                  |
| 2.                                       | Поп Йоанис Пройцис                       | Παπαϊωάννης Πρόϊτσης                     | 1885 – 1890                              | Леринско                                 | Арменово                                 |
| 3.                                       | Илияс Груйос                             | Ηλίας Γρουϊος                            | 1890 – 1892                              | Леринско                                 | Арменово                                 |
| 4.                                       | Атанасиос Янопулос                       | Αθανάσιος Γιαννόπουλος                   | 1892 – 1893                              | Леринско                                 | Лъжени                                   |
| 5.                                       | Поп Димитриос Стамболис                  | Παπαδημήτριος Σταμπουλής                 | 1893 – 1895                              | Леринско                                 | Росен                                    |
| 6.                                       | Йоанис Андреу                            | Ιωάννης Ανδρέου                          | 1896 – 1900                              | Леринско                                 | Арменско                                 |
| 7.                                       | Петрос Христу                            | Πέτρος Χρίστου                           | 1900 – 1902                              | Леринско                                 | Света Петка                              |
| 8.                                       | Йоанис Теодосиу                          | Ιωάννης Θεοδοσίου                        | 1902 – 1904                              | Леринско                                 | Лерин                                    |
| 9.                                       | Двама учители                            |                                          | 1904 – 1910                              | Кайлярско                                | Катраница                                |
| 10.                                      | Петрос Василиу                           | Πέτρος Βασιλείου                         | 1910 – 1912                              | Битолско                                 | Битоля                                   |

След 1900 година се засилва емиграцията на жителите на Арменоро в Америка, предимно в САЩ. Според българския търговски агент в Битоля Андрей Тошев към началото на 1904 година 60 души от селото са заминали на работа в Америка. Към първи март 1905 година е установено заминаването на още 19 души.
При избухването на Балканската война десет души от Арменово са доброволци в Македоно-одринското опълчение.

### В Гърция
По време на войната в селото влизат гръцки войски. След Междусъюзническата война селото остава в Гърция. Боривое Милоевич пише в 1921 година („Южна Македония“), че Арменор има 120 къщи славяни християни и 30 къщи турци. За кратко селото е освободено от части на Осма дивизия на българската армия по време на Леринската настъпателна операция през Първата световна война, за да бъде отново върнато в Гърция по Ньойския договор. След разгрома на Гърция в Гръцко-турската война в 1924 година турското население на Арменово се изселва и на негово място са заселени 20 семейства (58 души) гръцки бежанци от Понт. Според Тодор Симовски съотношението между местното население и потомците на понтийските гърци е 6 към 1.
Според изследване от 1993 година селото е „местно-бежанско“ и в него „македонският език“ е запазен на средно ниво, а понтийският гръцки на ниско.
| Име         | Име          | Ново име    | Ново име    | Описание                   |
| ----------- | ------------ | ----------- | ----------- | -------------------------- |
| Мечкарица   | Μετσικαρίτσα | Аркудица    | Άρκουδιτσα  | местност на СИ от Арменово |
| Гусаица     | Κουσάνιτσα   | Фтохохорафа | Φτωχοχώραφα | местност на С от Арменово  |
| Гладно поле | Πλάβνα Πολε  | Потистика   | Ποτιστικά   | местност на СЗ от Арменово |
| Гусаица     | Γκουσάϊτσα   | Лемос       | Λαιμός      | река на С от Арменово      |
| Потоко      | Ποτοκο       | Валтотопи   | Βαλτοτόπι   | местност на С от Арменово  |

### Преброявания
- 1920 – 871 жители
- 1928 – 1045 жители, от които 151 гърци бежанци (36 семейства).[21]
- 1940 – 1466 жители
- 1951 – 1532 жители
- 1961 – 1327 жители
- 1971 – 1007 жители
- 1981 – 1046 жители
- 2001 – 1063 жители
- 2011 – 986 жители

## Личности
Родени в Арменово
- Анастас (Αναστάσης), гръцки андартски деец, водач на четата на Каравитис[22]
- Атанас Христов (1887 – 1913), македоно-одрински опълченец, Първа рота на Седма кумановска дружина, убит в Междусъюзническата война на 6 юли 1913 година[23]
- Дельо Колев, македоно-одрински опълченец, четата на Алексо Джорлев[24]
- Дельо Нолев, македоно-одрински опълченец, четата на Алексо Джорлев[25]
- Димитър П. Прусалков (? – 1925), български просветен деец
- Ильо Кръстев, македоно-одрински опълченец, Сборна партизанска рота на МОО[26]
- Коста Лазаров (Косто), македоно-одрински опълченец, Сборна партизанска рота на МОО[27]
- Лазар Христов, македоно-одрински опълченец, Сборна партизанска рота на МОО[28]
- Лазо Ефтов, македоно-одрински опълченец, Сборна партизанска рота на МОО[29]
- Настас Илов, македоно-одрински опълченец, Сборна партизанска рота на МОО[30]
- Настас Лазаров, македоно-одрински опълченец, Сборна партизанска рота на МОО[31]
- Петър Донев (1871 – ?), македоно-одрински опълченец, нестроева рота на Шеста охридска дружина[32]
- Христо Мешков, свещеник, български активист в годините на Втората световна война, определен от гръцките власти в 1942 година като „български пропагандатор“ и „фанатик“[33]

Починали в Арменово
- Никола Дунковски, български военен деец, подпоручик, загинал през Първата световна война[34]